# Guettarda boliviana
Guettarda boliviana (лат.) — кустарник или небольшое дерево, вид рода Геттарда (Guettarda) семейства Мареновые (Rubiaceae), встречается в Перу и Боливии.

## Ботаническое описание
Guettarda boliviana — кустарник или небольшое дерево высотой 3-5,5 м. Листья на коротких или удлинённых черешках от продолговато-эллиптических до широко-эллиптических, 6-13 см длиной, острые или резко заострённые. Сверху листья опушённые со слабо прижатыми волосками, снизу - опушённые, с преимущественно раскидистыми или, по крайней мере, не плотно прилегающими коричневатыми волосками. Цветки расположены в плотных многоцветковые кистях, которые позже у плодов становятя более открытыми, на длинных черешках, часто намного превышающих в длину листья. Чашечка цветка длиной 1,5-2 мм. Плод широкоэллипсовидный или шаровидный, пурпурный, длиной 1-1,4 см, состоящий из 4 секций.

## Распространение
Встречается на западе Южной Америки в Перу и Боливии.